# 道の駅あさご
道の駅あさご（みちのえき あさご）は、兵庫県朝来市にある国道312号の道の駅である。
1993年（平成5年）4月22日、道の駅に登録された。

## 施設
- 駐車場
  - 普通車：55台
  - 大型車：6台
- トイレ（いずれも24時間利用可能）
  - 男：大 4器、小 6器
  - 女：6器
  - 身障者用：2器
- 公衆電話
- 売店（9:00 - 18:00 休：1/1）
- レストラン（9:00 - 18:00 休：1/1）
- 情報センター（9:00 - 18:00 休：第2・4日曜日（変更あり）、土曜日午後、12/19 - 1/3）
- 林業総合センター
- 木工クラフトセンター（9:00 - 17:00 休：火曜日、金曜日、12/19 - 1/3）

## アクセス
- 国道312号 - 登録路線
- 兵庫県道70号十二所澤線（市道経由）